# Liga Nacional de Fútbol de Guatemala
La Liga Nacional de Fútbol de Guatemala (Conocido por motivos de patrocinio como Liga Guate Banrural) es la máxima categoría del fútbol profesional en Guatemala. El campeonato tuvo sus inicios en 1919, algunos historiadores consideran como precursora a la Liga Capitalina, aunque en ese mismo año existía el Campeonato Nacional, que enfrentaba a equipos o combinados nacionales para determinar al campeón nacional, además desde 1931, el campeón de la Liga Capitalina competía en el Campeonato de la República con los campeones de las ligas de los departamentos de Guatemala, definiendo al campeón nacional; en 1942 se profesionalizó pasándose a llamar Campeonato de Liga.
Antiguamente el sistema de competición se definía a través de enfrentamientos entre todos los clubes en partidos de ida y vuelta, de manera que el club que obtenía el mayor puntaje se proclamaba campeón. Actualmente se disputa con el formato de Torneo Apertura y Torneo Clausura, dividiéndose la temporada en dos campeonatos, continúan enfrentándose todos los clubes en partidos de ida y vuelta, y hasta la temporada 2011-2012 seis equipos clasificaban para una llave de repesca entre el 3.er al 6.º puesto y semifinales entre los ganadores y el 1.º y 2.º, donde se disputan todos los encuentros a doble partido incluyendo la final del campeonato. En la temporada 2013-2014 la Asamblea de la Liga Nacional de Fútbol de Guatemala aprobó un nuevo formato de liguilla en donde clasifican los primeros 8 lugares para disputarse cuartos de final, semifinales y final en series ida y vuelta para definir al campeón. Pero luego de 2 torneos cortos jugando con el formato antes mencionado se volvió a jugar con los primeros 6. Posteriormente, fruto de las pérdidas económicas fruto de la pandemia, se aprobó de nuevo el formato de 8 equipos.
El máximo anotador en la historia del Torneo de Liga Nacional es Juan Carlos Plata con 296 anotaciones, de las cuales 99 las marcó en los denominados torneos largos, por durar una temporada completa y 197 en torneos cortos, ya que la temporada se divide en Torneo de Apertura y Clausura. La mayor parte de los títulos en la Liga Nacional le pertenecen a los equipos más populares de Guatemala, el club  Comunicaciones,  y el Club Social y Deportivo  Municipal, ambos con 32 campeonatos actualmente. También resalta el Clásico del Suroccidente que se disputa entre el Xelajú MC y el CSD Suchitepéquez.
La Liga Nacional de Guatemala se encuentra en el 51.º puesto a nivel mundial según el clasificación oficial de la Federación Internacional de Historia y Estadística de Fútbol (IFFHS), publicado en enero de 2022.

## Sistema de competición
A partir del Torneo Apertura 2023, se realizó un cambio al formato de competencia, reduciendo el número de jornadas de 22 a 16 y la cantidad de partidos de 132 a 96, quedando así dividido el torneo en dos partes:
- Fase de clasificación: Formado por los 96 partidos en las 16 jornadas disputadas.
- Fase final: Cuartos de final, semifinales y final

### Fase de clasificación
Los 12 equipos participantes se dividen en dos grupos de seis equipos cada uno. Dentro de cada grupo, los equipos jugarán todos contra todos a visita recíproca a lo largo de 10 fechas; tras finalizar esas 10 fechas, se jugarán otros 6 partidos, cada equipo jugará un partido contra cada uno de los seis equipos que forman parte del grupo opuesto al suyo, jugando tres partidos de local y tres partidos de visitante. Lo anterior se contabiliza en 16 fechas de 6 partidos cada una, para un total de 96 partidos clasificatorios. Se utiliza un sistema de puntos, que se presenta así:
- Por victoria, se obtendrán 3 puntos.
- Por empate, se obtendrá 1 punto.
- Por derrota no se obtendrán puntos.

Los partidos que conformen cada fecha, así como el orden de estos serán definidos por sorteo antes de comenzar la competición.
Al finalizar las 16 jornadas, se obtendrá una tabla general unificando las estadísticas de ambos grupos, la tabla se ordenará con base en los clubes que hayan obtenido la mayoría de puntos, en caso de empates, se toman los siguientes criterios:
1. Puntos
2. Puntos obtenidos entre los equipos empatados
3. Diferencial de goles
4. Goles anotados
5. Goles anotados en condición visitante.

### Fase final
Los ocho primeros equipos en la tabla final clasifican a cuartos de final; se enfrentan de la siguiente manera:
1.º vs 8.º
2.º vs 7.º
3.º vs 6.º
4.º vs 5.º
Los equipos ganadores clasificarán a las semifinales. Los clubes vencedores en los partidos de cuartos de final y semifinales serán aquellos que en los dos juegos anoten el mayor número de goles. De existir empate en el número de goles anotados, existirá una prórroga y en caso de persistir el empate, se definirá en una tanda de penales.
Para la temporada 2022/23, ha cambiado el método de clasificación en la fase final.
Los ganadores de las semifinales se enfrentarán en la Gran Final, disputándose a ida y vuelta, el mejor clasificado entre los finalistas jugará el último partido en su estadio.

## Equipos participantes 2025-26
| Equipo                               | Entrenador          | Presidente                                          | Ciudad                               | Estadio                 | Capacidad | Fundación     | Patrocinador      | Uniforme       | Televisora |
| ------------------------------------ | ------------------- | --------------------------------------------------- | ------------------------------------ | ----------------------- | --------- | ------------- | ----------------- | -------------- | ---------- |
| Achuapa                              | Ronald Gómez        | Francisco Zepeda                                    | El Progreso, Jutiapa                 | Winston Pineda          | 6,000     | 1932(93 años) | Banrural          | Net Sportswear |            |
| Antigua GFC                          | Javier López        | Víctor Hugo García                                  | Antigua Guatemala, Sacatepéquez      | Pensativo               | 10,000    | 1959(66 años) | Bantrab           | Joma           |            |
| Aurora Futbol Club                   | Saul Phillips       | Coronel de Infantería DEM Julio Gerardo Pinelo Soto | Amatitlan, Departamento de Guatemala | Guillermo Slowing       | 8,000     | 1945(80 años) | Bantrab           | Tuto Sport     |            |
| Cobán Imperial                       | Roberto Montoya     | Irasema Meléndez                                    | Cobán, Alta Verapaz                  | José Ángel Rossi        | 9,000     | 1936(89 años) | Bantrab           | Net Sportswear |            |
| Comunicaciones                       | Willy Coito Olivera | Juan Leonel García                                  | Ciudad de Guatemala                  | Doroteo Guamuch Flores  | 27,000    | 1949(76 años) | Banrural Gana 777 | Adidas         |            |
| Guastatoya                           | Iván Franco Sopegno | Leonardo Moscoso                                    | Guastatoya, El Progreso              | David Cordón Hichos     | 3,100     | 1990(35 años) | Banrural          | Net Sportswear |            |
| Malacateco                           | Roberto Hernández   | Carlos Rodríguez                                    | Malacatán, San Marcos                | Santa Lucía             | 5,500     | 1962(62 años) | Muni Malacatán    | Silver Sport   |            |
| Marquense                            | Erick González      | Rocael Barrios                                      | San Marcos, San Marcos               | Marquesa de la Ensenada | 11,000    | 1958(67 años) | Starbus Bantrab   | Nevimar        |            |
| Mixco                                | Fabricio Benítez    | Neto Bran                                           | Mixco, Guatemala                     | Santo Domingo           | 5,200     | 1964(58 años) | Muni Mixco        | JA 12          |            |
| Archivo:CSDMunicipalag.png Municipal | Mar_flio Acevedo    | Gerardo Villa                                       | Ciudad de Guatemala                  | Manuel Felipe Carrera   | 7,500     | 1936(89 años) | Banrural          | Umbro          |            |
| Club Altético Mictlán                | Adrian García Arias | Armando Pälma                                       | Asuncion Mita, Jutiapa               | Estadio La Asuncion     | 4,000     | 1960(65 años) | Banrural          | Tuto Sport     |            |
| Xelajú M. C.                         | Amarini Villatoro   | José Carlos López                                   | Quetzaltenango, Quetzaltenango       | Mario Camposeco         | 12,500    | 1942(83 años) | Pepsi Banrural    | Kelme          |            |

### Equipos por departamento
| Departamento   | N.º | Equipos                               | Mapa |
| -------------- | --- | ------------------------------------- | --- |
| Guatemala      | 4   | Comunicaciones Mixco Municipal Aurora | Comunicaciones Mixco Municipal Marquense Xelajú MC Antigua GFC Achuapa Cobán Imperial Guastatoya Malacateco Mictlán Aurora |
| Jutiapa        | 2   | Achuapa Mictlán                       | Comunicaciones Mixco Municipal Marquense Xelajú MC Antigua GFC Achuapa Cobán Imperial Guastatoya Malacateco Mictlán Aurora |
| San Marcos     | 2   | Malacateco Marquense                  | Comunicaciones Mixco Municipal Marquense Xelajú MC Antigua GFC Achuapa Cobán Imperial Guastatoya Malacateco Mictlán Aurora |
| Alta Verapáz   | 1   | Cobán Imperial                        | Comunicaciones Mixco Municipal Marquense Xelajú MC Antigua GFC Achuapa Cobán Imperial Guastatoya Malacateco Mictlán Aurora |
| El Progreso    | 1   | Guastatoya                            | Comunicaciones Mixco Municipal Marquense Xelajú MC Antigua GFC Achuapa Cobán Imperial Guastatoya Malacateco Mictlán Aurora |
| Quetzaltenango | 1   | Xelajú MC                             | Comunicaciones Mixco Municipal Marquense Xelajú MC Antigua GFC Achuapa Cobán Imperial Guastatoya Malacateco Mictlán Aurora |
| Sacatepéquez   | 1   | Antigua GFC                           | Comunicaciones Mixco Municipal Marquense Xelajú MC Antigua GFC Achuapa Cobán Imperial Guastatoya Malacateco Mictlán Aurora |

## Estadios
| Antigua Guatemala               | Ciudad de Guatemala            | Ciudad de Guatemala           | Cobán                     |
| ------------------------------- | ------------------------------ | ----------------------------- | ------------------------- |
| Estadio Pensativo               | Estadio Doroteo Guamuch Flores | Estadio Manuel Felipe Carrera | Estadio José Ángel Rossi  |
| Capacidad: 10 000               | Capacidad: 26 100              | Capacidad: 7 500              | Capacidad: 12 000         |
|                                 |                                |                               |                           |
| Guastatoya                      | Huehuetenango                  | Jutiapa                       | Malacatán                 |
| Estadio David Cordón Hichos     | Estadio Los Cuchumatanes       | Estadio Winston Pineda        | Estadio Santa Lucía       |
| Capacidad: 3 100                | Capacidad: 8 000               | Capacidad: 7 000              | Capacidad: 8 000          |
|                                 |                                |                               |                           |
| Mixco                           | Quetzaltenango                 | San Marcos                    | Amatitlán                 |
| Estadio Santo Domingo de Guzmán | Estadio Mario Camposeco        | Marquesa de la Ensenada       | Estadio Guillermo Slowing |
| Capacidad: 2 500                | Capacidad: 11 220              | Capacidad: 11 000             | Capacidad: 8 000          |
|                                 |                                |                               |                           |

## Historia de competición

### 1942-1947: Primeros campeonatos
En sus inicios, el campeonato adoptó el formato habitual de las ligas europeas. Los equipos participantes se enfrentaban entre sí dos veces, obteniendo dos puntos en la tabla de posiciones por una victoria, un punto por empate y ningún punto por derrota. El primer campeón de liga fue Tipografía Nacional, con 17 puntos en 12 partidos disputados contra sus otros seis rivales. 
Desde su creación hasta la temporada de 1989 el formato de competencia se regía de la siguiente manera: los campeonatos se disputaban del mes de septiembre al mes de junio del siguiente año, donde los doce equipos que integraban dicha liga disputaban una fase de clasificación todos contra todos a tres rondas, conforme el calendario aprobado para el efecto. En esa misma temporada, Racing club fue último y se retiró de las participaciones de liga. 
Tras 3 campeonatos consecutivos de Tipografía Nacional, en 1947 se celebra el primer campeonato de liga con 8 equipos, teniendo como campeón a Municipal, quien alcanzaba su primer título de liga.

### 1948-1950: Previo a los juegos
De 1948 a 1950 el campeonato no se disputó debido a los preparativos de Guatemala como sede de los VI Juegos Centroamericanos y del Caribe. Lo anterior, sin embargo, marcó una nueva época en el deporte nacional, pues requirió la construcción del Estadio Doroteo Guamuch Flores.

### 1950-1954: Apertura al país
Tras la clausura de los Juegos, comienza una nueva era en el campeonato de liga: se establecen 8 equipos a participar en liga y se instaura oficialmente el sistema de descensos como castigo al peor equipo de la temporada, dando la oportunidad de participar a un nuevo equipo en su lugar. Además, con la inscripción de Utatlán a la liga, el campeonato se abre para equipos de toda la república. 

### 1954-1958: Priorización del interior
En 1954 el campeonato se abre a 10 equipos, permitiendo que 2 equipos sean castigados con el descenso. En esta temporada, además, se dio la primera final entre Municipal y Comunicaciones tras un empate en puntos en el primer lugar, marcando la primera final entre estos dos equipos.
El formato de la competición se mantuvo hasta 1958, en donde se dieron indicios de expandir el campeonato más allá de la capital. Lo anterior quedó en claro luego de abolir el descenso de Escuintla y descender a IRCA, a fin de que se mantuvieran equipos del interior del país.

### 1959-1963: Expansión y reestructuración
En 1959, el campeonato alcanzó de golpe los 15 equipos, llevando a un extenso torneo de 28 fechas, en el que participaron un récord de 7 departamentos ajenos a la región metropolitana. 
Los aires expansionistas continuaron en 1961, abriendo una temporada dividida en dos semestres: uno de ordenamiento y otro de campeonato oficial: Participaron 24 equipos divididos en 3 grupos de 8, los cuatro mejores equipos de cada grupo clasificaron a la Liga Nacional oficial de 12 equipos, mientras que los 12 equipos que no lograron estar entre los cuatro primeros de sus respectivos grupos conformaron la primera Liga Primera División de Ascenso oficial. Es en esta temporada en donde se establece un estándar de competencia que se mantiene hasta nuestros días: 12 equipos en competencia y dos descensos. 

### 1963-1965: Torneos de 12
Desde 1963, se mantuvo un esquema sencillo: los 12 equipos jugarían una temporada anual a 22 fechas, siendo campeón el equipo con más puntos y descendiendo los últimos 2 equipos. Además, los campeonatos se realizaron de manera anual (de enero a diciembre), abandonando el calendario europeo. 
Durante esta época, inició la era dorada de Aurora, quien consiguió su primer título de liga en 1964. 

### 1966-1971: Torneos de 10 y adición de fases
En 1966, la cantidad de equipos se redujo a 10, con el fin de jugar 3 ruedas en lugar de 2, aumentando a 27 las fechas de campeonato. También se redujo a 1 el número de descensos y se volvió al calendario europeo, encajando con la reestructurada Copa de Campeones de la Concacaf.
El torneo se mantuvo hasta 1969, cuando se reformó el sistema de competencia a 2 fases: 
Fase 1: Realizada de septiembre a febrero, constaba de las 18 fechas del todos contra todos entre los 10 equipos. Los 6 mejores clasificaban a la hexagonal por el título y los últimos cuatro más los mejores dos de la Primera División de Ascenso jugaban la hexagonal de descenso
Fase 2: Hexagonales finales a 10 fechas, de febrero a mayo. El líder de la hexagonal por el título era campeón, los últimos dos de la hexagonal de descenso eran relegados a la Primera División de Ascenso.
En la temporada 1970-71, la hexagonal por el título se expandió a ser octogonal, mientras la hexagonal de permanencia descendió a 4 equipos. 

### 1971: Torneos anuales
En el segundo semestre de 1971, se jugó un campeonato de transición a 18 fechas, el cual dio su sexto título a Comunicaciones. A partir de este campeonato, los torneos regresarían a jugarse de manera anual, con 10 equipos a 27 fechas. 

## Clasificación para torneos internacionales
Existen cuatro casos posibles para las clasificaciones de equipos guatemaltecos a la Liga de Campeones de la Concacaf y Liga Concacaf.
Caso 1 - Mismo campeón y mismo subcampeón: El equipo campeón clasifica a la Liga de Campeones como GUA1, el subcampeón clasifica a la Liga Concacaf como GUA2, el tercer mejor clasificado de la tabla acumulada clasifica como GUA3.
Caso 2 - Dos campeones, un subcampeón: El campeón con más puntos de la tabla acumulada clasifica a la Liga de Campeones como GUA1, el segundo mejor campeón clasifica a la Liga Concacaf como GUA2, el subcampeón clasifica como GUA3.
Caso 3 - Un campeón, dos subcampeones: El campeón clasifica a la Liga de Campeones como GUA1, ambos subcampeones clasifican como GUA2 y GUA3 a la Liga Concacaf.
Caso 4 - Dos campeones, dos subcampeones: El mejor campeón de la tabla acumulada clasifica a la Liga de Campeones como GUA1, el segundo mejor campeón clasifica a la Liga Concacaf como GUA2 y el mejor subcampeón de la tabla acumulada clasifica como GUA3.

## Historial
Lista de los todos los equipos campeones por año de la Liga Nacional de Guatemala (era profesional).
| Edición                                | Edición                                | Edición                                | Temporada                              | Campeón                                                                                | Resultado                                                                              | Subcampeón                                                                             | Notas                                                                                  |
| Época Profesional - Campeonatos Largos | Época Profesional - Campeonatos Largos | Época Profesional - Campeonatos Largos | Época Profesional - Campeonatos Largos | Época Profesional - Campeonatos Largos                                                 | Época Profesional - Campeonatos Largos                                                 | Época Profesional - Campeonatos Largos                                                 | Época Profesional - Campeonatos Largos                                                 |
| -------------------------------------- | -------------------------------------- | -------------------------------------- | -------------------------------------- | -------------------------------------------------------------------------------------- | -------------------------------------------------------------------------------------- | -------------------------------------------------------------------------------------- | -------------------------------------------------------------------------------------- |
| 1.º                                    | 1.º                                    | 1.º                                    | 1942-43                                | Municipal (1)                                                                          | -                                                                                      | Tipografía Nacional                                                                    | Primer campeón                                                                         |
| 2.º                                    | 2.º                                    | 2.º                                    | 1943                                   | Tipografía Nacional (1)                                                                | -                                                                                      | Municipal                                                                              | Primer y único campeón invicto                                                         |
| 3.º                                    | 3.º                                    | 3.º                                    | 1944-45                                | Tipografía Nacional (2)                                                                | -                                                                                      | Municipal                                                                              | El campeonato concluyó antes de tiempo debido a la Revolución. Primer bicampeón        |
| 4.º                                    | 4.º                                    | 4.º                                    | 1947                                   | Municipal (2)                                                                          | -                                                                                      | España                                                                                 |                                                                                        |
| x                                      | x                                      | x                                      | 1948-50                                | No se disputó el campeonato por los VI Juegos Deportivos Centroamericanos y del Caribe | No se disputó el campeonato por los VI Juegos Deportivos Centroamericanos y del Caribe | No se disputó el campeonato por los VI Juegos Deportivos Centroamericanos y del Caribe | No se disputó el campeonato por los VI Juegos Deportivos Centroamericanos y del Caribe |
| 5.º                                    | 5.º                                    | 5.º                                    | 1950-51                                | Municipal (3)                                                                          | -                                                                                      | Comunicaciones                                                                         |                                                                                        |
| 6.º                                    | 6.º                                    | 6.º                                    | 1952-53                                | Tipografía Nacional (3)                                                                | -                                                                                      | Comunicaciones                                                                         |                                                                                        |
| 7.º                                    | 7.º                                    | 7.º                                    | 1954-55                                | Municipal (4)                                                                          | 0-1 ; 2-0                                                                              | Comunicaciones                                                                         | Primer campeonato donde participa un equipo departamental                              |
| 8.º                                    | 8.º                                    | 8.º                                    | 1956                                   | Comunicaciones (1)                                                                     | -                                                                                      | Universidad de San Carlos                                                              | También ganó Copa Campeón de Campeones                                                 |
| 9.º                                    | 9.º                                    | 9.º                                    | 1957-58                                | Comunicaciones (2)                                                                     | -                                                                                      | Municipal                                                                              | También ganó Copa Campeón de Campeones                                                 |
| 10.º                                   | 10.º                                   | 10.º                                   | 1959-60                                | Comunicaciones (3)                                                                     | 2-1                                                                                    | Municipal                                                                              | También ganó Copa Campeón de Campeones. Primer tricampeón                              |
| 11.º                                   | 11.º                                   | 11.º                                   | 1961-62                                | Xelajú Mario Camposeco (1)                                                             | 3-2                                                                                    | Comunicaciones                                                                         | Primer campeón departamental                                                           |
| 12.º                                   | 12.º                                   | 12.º                                   | 1963-64                                | Municipal (5)                                                                          | 1-0 ; 1-1                                                                              | Xelajú Mario Camposeco                                                                 |                                                                                        |
| 13.º                                   | 13.º                                   | 13.º                                   | 1964                                   | Aurora (1)                                                                             | -                                                                                      | Municipal                                                                              |                                                                                        |
| 14.º                                   | 14.º                                   | 14.º                                   | 1965-66                                | Municipal (6)                                                                          | 3-0                                                                                    | Comunicaciones                                                                         |                                                                                        |
| 15.º                                   | 15.º                                   | 15.º                                   | 1966                                   | Aurora (2)                                                                             | -                                                                                      | Xelajú Mario Camposeco                                                                 |                                                                                        |
| 16.º                                   | 16.º                                   | 16.º                                   | 1967-68                                | Aurora (3)                                                                             | 2-0 ; 4-1                                                                              | Municipal                                                                              | También ganó Copa y Copa Campeón de Campeones                                          |
| 17.º                                   | 17.º                                   | 17.º                                   | 1968-69                                | Comunicaciones (4)                                                                     | -                                                                                      | Aurora                                                                                 |                                                                                        |
| 18.º                                   | 18.º                                   | 18.º                                   | 1969-70                                | Municipal (7)                                                                          | -                                                                                      | Aurora                                                                                 |                                                                                        |
| 19.º                                   | 19.º                                   | 19.º                                   | 1970-71                                | Comunicaciones (5)                                                                     | -                                                                                      | Aurora                                                                                 | También ganó Copa                                                                      |
| 20.º                                   | 20.º                                   | 20.º                                   | 1971                                   | Comunicaciones (6)                                                                     | -                                                                                      | Aurora                                                                                 | También ganó Copa Fraternidad Centroamericana                                          |
| 21.º                                   | 21.º                                   | 21.º                                   | 1972                                   | Comunicaciones (7)                                                                     | -                                                                                      | Municipal                                                                              | También ganó Copa                                                                      |
| 22.º                                   | 22.º                                   | 22.º                                   | 1973                                   | Municipal (8)                                                                          | -                                                                                      | Aurora                                                                                 |                                                                                        |
| 23.º                                   | 23.º                                   | 23.º                                   | 1974                                   | Municipal (9)                                                                          | -                                                                                      | Aurora                                                                                 | También ganó Copa Fraternidad Centroamericana y Copa de Campeones de la Concacaf       |
| 24.º                                   | 24.º                                   | 24.º                                   | 1975                                   | Aurora (4)                                                                             | 5-4                                                                                    | Comunicaciones                                                                         |                                                                                        |
| 25.º                                   | 25.º                                   | 25.º                                   | 1976                                   | Municipal (10)                                                                         | -                                                                                      | Comunicaciones                                                                         |                                                                                        |
| 26.º                                   | 26.º                                   | 26.º                                   | 1977-78                                | Comunicaciones (8)                                                                     | -                                                                                      | Municipal                                                                              | También ganó Copa de Campeones de la Concacaf                                          |
| 27.º                                   | 27.º                                   | 27.º                                   | 1978                                   | Aurora (5)                                                                             | -                                                                                      | Comunicaciones                                                                         |                                                                                        |
| 28.º                                   | 28.º                                   | 28.º                                   | 1979-80                                | Comunicaciones (9)                                                                     | -                                                                                      | Cobán Imperial                                                                         |                                                                                        |
| 29.º                                   | 29.º                                   | 29.º                                   | 1980                                   | Xelajú Mario Camposeco (2)                                                             | -                                                                                      | Juventud Retalteca                                                                     | Primeros finalistas departamentales                                                    |
| 30.º                                   | 30.º                                   | 30.º                                   | 1981                                   | Comunicaciones (10)                                                                    | -                                                                                      | Xelajú Mario Camposeco                                                                 |                                                                                        |
| 31.º                                   | 31.º                                   | 31.º                                   | 1982                                   | Comunicaciones (11)                                                                    | 1-1 ; 1-0                                                                              | Suchitepéquez                                                                          |                                                                                        |
| 32.º                                   | 32.º                                   | 32.º                                   | 1983                                   | Suchitepéquez (1)                                                                      | -                                                                                      | Comunicaciones                                                                         | También ganó Copa Campeón de Campeones                                                 |
| 33.º                                   | 33.º                                   | 33.º                                   | 1984                                   | Aurora (6)                                                                             | -                                                                                      | Suchitepéquez                                                                          | También ganó Copa                                                                      |
| 34.º                                   | 34.º                                   | 34.º                                   | 1985                                   | Comunicaciones (12)                                                                    | 1-0                                                                                    | Juventud Retalteca                                                                     | También ganó Copa Campeón de Campeones                                                 |
| 35.º                                   | 35.º                                   | 35.º                                   | 1986                                   | Aurora (7)                                                                             | -                                                                                      | Galcasa                                                                                | También ganó Copa Campeón de Campeones                                                 |
| 36.º                                   | 36.º                                   | 36.º                                   | 1987                                   | Municipal (11)                                                                         | 0-0 (4-2 pen.)                                                                         | Aurora                                                                                 | Primera final decidida a penaltis                                                      |
| 37.º                                   | 37.º                                   | 37.º                                   | 1988-89                                | Municipal (12)                                                                         | -                                                                                      | Aurora                                                                                 |                                                                                        |
| 38.º                                   | 38.º                                   | 38.º                                   | 1989-90                                | Municipal (13)                                                                         | 1-0                                                                                    | Suchitepéquez                                                                          |                                                                                        |
| 39.º                                   | 39.º                                   | 39.º                                   | 1990-91                                | Comunicaciones (13)                                                                    | 4-2                                                                                    | Municipal                                                                              | También ganó Copa y Copa Campeón de Campeones                                          |
| 40.º                                   | 40.º                                   | 40.º                                   | 1991-92                                | Municipal (14)                                                                         | 0-0 ; 2-1                                                                              | Comunicaciones                                                                         |                                                                                        |
| 41.º                                   | 41.º                                   | 41.º                                   | 1992-93                                | Aurora (8)                                                                             | -                                                                                      | Comunicaciones                                                                         |                                                                                        |
| 42.º                                   | 42.º                                   | 42.º                                   | 1993-94                                | Municipal (15)                                                                         | -                                                                                      | Escuintla                                                                              | También ganó Copa                                                                      |
| 43.º                                   | 43.º                                   | 43.º                                   | 1994-95                                | Comunicaciones (14)                                                                    | -                                                                                      | Aurora                                                                                 |                                                                                        |
| 44.º                                   | 44.º                                   | 44.º                                   | 1995-96                                | Xelajú Mario Camposeco (3)                                                             | 1-0 ; 1-1 (g.o.)                                                                       | Comunicaciones                                                                         |                                                                                        |
| 45.º                                   | 45.º                                   | 45.º                                   | 1996-97                                | Comunicaciones (15)                                                                    | 2-0 ; 3-1                                                                              | Aurora                                                                                 | Última final en campeonato largo                                                       |
| 46.º                                   | 46.º                                   | 46.º                                   | 1997-98                                | Comunicaciones (16)                                                                    | -                                                                                      | Cobán Imperial                                                                         |                                                                                        |
| 47.º                                   | 47.º                                   | 47.º                                   | 1998-99                                | Comunicaciones (17)                                                                    | -                                                                                      | Municipal                                                                              | Último campeonato largo                                                                |

| Tem                                | Lig.                               | T.C.                               | Torneo                             | Campeón                            | Finales                            | Subcampeón                         | Líder del Torneo                   | Líder Acumulado                    | Notas |
| Época Profesional - Torneos Cortos | Época Profesional - Torneos Cortos | Época Profesional - Torneos Cortos | Época Profesional - Torneos Cortos | Época Profesional - Torneos Cortos | Época Profesional - Torneos Cortos | Época Profesional - Torneos Cortos | Época Profesional - Torneos Cortos | Época Profesional - Torneos Cortos | Época Profesional - Torneos Cortos                                                                                  |
| ---------------------------------- | ---------------------------------- | ---------------------------------- | ---------------------------------- | ---------------------------------- | ---------------------------------- | ---------------------------------- | ---------------------------------- | ---------------------------------- | --- |
| 48.º                               | 48.º                               | 1.º                                | Apertura 1999                      | Comunicaciones (18)                | 1-1 2-1                            | Municipal                          | Municipal (1)                      | Municipal (1)                      | Primer campeonato corto. Primer tetracampeón y primer campeón en torneos cortos                                     |
| 48.º                               | 49.º                               | 2.º                                | Clausura 2000                      | Municipal (16)                     | 1-2 2-0                            | Comunicaciones                     | Comunicaciones (1)                 | Municipal (1)                      | |
| 49.º                               | 50.º                               | 3.º                                | Apertura 2000                      | Municipal (17)                     | 0-0 1-1 (v.)                       | Comunicaciones                     | Comunicaciones (2)                 | Comunicaciones (1)                 | Primer bicampeón en torneos cortos                                                                                  |
| 49.º                               | 51.º                               | 4.º                                | Clausura 2001                      | Comunicaciones (19)                | 4-0 2-3                            | Antigua GFC                        | Comunicaciones (3)                 | Comunicaciones (1)                 | |
| 50.º                               | 52.º                               | 5.º                                | Reordenamiento 2001                | Municipal (18)                     | 0-3 3-0 (4-2 pen.)                 | Cobán Imperial                     | Municipal (2)                      | Municipal (2)                      | También ganó Copa Interclubes de la Uncaf                                                                           |
| 50.º                               | 53.º                               | 6.º                                | Clausura 2002                      | Municipal (19)                     | 1-2 2-0                            | Comunicaciones                     | Municipal (3)                      | Municipal (2)                      | |
| 51.º                               | 54.º                               | 7.º                                | Apertura 2002                      | Comunicaciones (20)                | 2-1 1-1                            | Municipal                          | Municipal (4)                      | Comunicaciones (2)                 | |
| 51.º                               | 55.º                               | 8.º                                | Clausura 2003                      | Comunicaciones (21)                | 0-0 3-2 (g.o.)                     | Cobán Imperial                     | Comunicaciones (4)                 | Comunicaciones (2)                 | |
| 52.º                               | 56.º                               | 9.º                                | Apertura 2003                      | Municipal (20)                     | 3-2 0-0                            | Comunicaciones                     | Comunicaciones (5)                 | Municipal (3)                      | También ganó Copa                                                                                                   |
| 52.º                               | 57.º                               | 10.º                               | Clausura 2004                      | Cobán Imperial (1)                 | 3-2 2-2 (g.o.)                     | Municipal                          | Municipal (5)                      | Municipal (3)                      | Primer equipo departamental en ser campeón de un torneo corto                                                       |
| 53.º                               | 58.º                               | 11.º                               | Apertura 2004                      | Municipal (21)                     | 5-1 4-1                            | Comunicaciones                     | Municipal (6)                      | Municipal (4)                      | Mayor victoria en una final de torneos cortos. También ganó Copa Interclubes de la Uncaf                            |
| 53.º                               | 59.º                               | 12.º                               | Clausura 2005                      | Municipal (22)                     | 1-0 4-2                            | Suchitepéquez                      | Municipal (7)                      | Municipal (4)                      | |
| 54.º                               | 60.º                               | 13.º                               | Apertura 2005                      | Municipal (23)                     | 0-0 2-0                            | Comunicaciones                     | Municipal (8)                      | Municipal (5)                      | |
| 54.º                               | 61.º                               | 14.º                               | Clausura 2006                      | Municipal (24)                     | 2-0 2-1                            | Marquense                          | Municipal (9)                      | Municipal (5)                      | |
| 55.º                               | 62.º                               | 15.º                               | Apertura 2006                      | Municipal (25)                     | 0-0 1-1 (v.)                       | Comunicaciones                     | Comunicaciones (6)                 | Municipal (6)                      | Primer pentacampeón                                                                                                 |
| 55.º                               | 63.º                               | 16.º                               | Clausura 2007                      | Xelajú MC (4)                      | 0-1 4-1                            | Marquense                          | Municipal (10)                     | Municipal (6)                      | Primera final departamental                                                                                         |
| 56.º                               | 64.º                               | 17.º                               | Apertura 2007                      | Jalapa (1)                         | 1-1 0-0 (v.)                       | Suchitepéquez                      | Municipal (11)                     | Municipal (7)                      | |
| 56.º                               | 65.º                               | 18.º                               | Clausura 2008                      | Municipal (26)                     | 3-1 1-2                            | Comunicaciones                     | Comunicaciones (7)                 | Municipal (7)                      | |
| 57.º                               | 66.º                               | 19.º                               | Apertura 2008                      | Comunicaciones (22)                | 2-1 1-1                            | Municipal                          | Municipal (12)                     | Municipal (8)                      | |
| 57.º                               | 67.º                               | 20.º                               | Clausura 2009                      | Jalapa (2)                         | 3-1 1-0                            | Municipal                          | Municipal (13)                     | Municipal (8)                      | Primer y único equipo que ganó todas las finales que disputó                                                        |
| 58.º                               | 68.º                               | 21.º                               | Apertura 2009                      | Municipal (27)                     | 1-0 0-0                            | Comunicaciones                     | Xelajú MC (1)                      | Xelajú MC (1)                      | |
| 58.º                               | 69.º                               | 22.º                               | Clausura 2010                      | Municipal (28)                     | 3-1 4-0                            | Xelajú MC                          | Comunicaciones (8)                 | Xelajú MC (1)                      | |
| 59.º                               | 70.º                               | 23.º                               | Apertura 2010                      | Comunicaciones (23)                | 1-1 2-2 (4-3 pen.)                 | Municipal                          | Municipal (14)                     | Municipal (9)                      | |
| 59.º                               | 71.º                               | 24.º                               | Clausura 2011                      | Comunicaciones (24)                | 3-0 3-0                            | Municipal                          | Municipal (15)                     | Municipal (9)                      | |
| 60.º                               | 72.º                               | 25.º                               | Apertura 2011                      | Municipal (29)                     | 2-0 2-0                            | Comunicaciones                     | Suchitepéquez (1)                  | Comunicaciones (3)                 | |
| 60.º                               | 73.º                               | 26.º                               | Clausura 2012                      | Xelajú MC (5)                      | 0-1 2-1 (3-1 pen.)                 | Municipal                          | Comunicaciones (9)                 | Comunicaciones (3)                 | |
| 61.º                               | 74.º                               | 27.º                               | Apertura 2012                      | Comunicaciones (25)                | 3-0 1-0                            | Municipal                          | Comunicaciones (10)                | Comunicaciones (4)                 | |
| 61.º                               | 75.º                               | 28.º                               | Clausura 2013                      | Comunicaciones (26)                | 2-1 0-0                            | Heredia                            | Comunicaciones (11)                | Comunicaciones (4)                 | |
| 62.º                               | 76.º                               | 29.º                               | Apertura 2013                      | Comunicaciones (27)                | 0-2 3-1 (4-3 pen.)                 | Heredia                            | Comunicaciones (12)                | Comunicaciones (5)                 | |
| 62.º                               | 77.º                               | 30.º                               | Clausura 2014                      | Comunicaciones (28)                | 1-0 1-0                            | Municipal                          | Heredia (1)                        | Comunicaciones (5)                 | |
| 63.º                               | 78.º                               | 31.º                               | Apertura 2014                      | Comunicaciones (29)                | 1-1 2-1                            | Municipal                          | Comunicaciones (13)                | Comunicaciones (6)                 | |
| 63.º                               | 79.º                               | 32.º                               | Clausura 2015                      | Comunicaciones (30)                | 2-0 2-3                            | Municipal                          | Comunicaciones (14)                | Comunicaciones (6)                 | Primer y único hexacampeón                                                                                          |
| 64.º                               | 80.º                               | 33.º                               | Apertura 2015                      | Antigua GFC (1)                    | 1-2 2-0                            | Guastatoya                         | Xelajú MC (2)                      | Suchitepéquez (1)                  | Primera temporada sin campeón capitalino                                                                            |
| 64.º                               | 81.º                               | 34.º                               | Clausura 2016                      | Suchitepéquez (2)                  | 1-2 3-0                            | Comunicaciones                     | Suchitepéquez (2)                  | Suchitepéquez (1)                  | Primera temporada sin campeón capitalino                                                                            |
| 65.º                               | 82.º                               | 35.º                               | Apertura 2016                      | Antigua GFC (2)                    | 2-1 0-1 (5-4 pen.)                 | Municipal                          | Municipal (16)                     | Municipal (10)                     | |
| 65.º                               | 83.º                               | 36.º                               | Clausura 2017                      | Municipal (30)                     | 0-0 2-0                            | Guastatoya                         | Municipal (17)                     | Municipal (10)                     | |
| 66.º                               | 84.º                               | 37.º                               | Apertura 2017                      | Antigua GFC (3)                    | 1-1 2-1                            | Municipal                          | Antigua GFC (1)                    | Antigua GFC (1)                    | |
| 66.º                               | 85.º                               | 38.º                               | Clausura 2018                      | Guastatoya (1)                     | 1-1 2-0                            | Xelajú MC                          | Sanarate (1)                       | Antigua GFC (1)                    | |
| 67.º                               | 86.º                               | 39.º                               | Apertura 2018                      | Guastatoya (2)                     | 2-1 1-1                            | Comunicaciones                     | Guastatoya (1)                     | Guastatoya (1)                     | Primer bicampeón departamental. También ganó Copa Campeón de Campeones                                              |
| 67.º                               | 87.º                               | 40.º                               | Clausura 2019                      | Antigua GFC (4)                    | 1-0 1-0                            | Malacateco                         | Antigua GFC (2)                    | Guastatoya (1)                     | Primera vez que se corona campeón en un Torneo Clausura                                                             |
| 68.º                               | 88.º                               | 41.º                               | Apertura 2019                      | Municipal (31)                     | 1-0 2-2                            | Antigua GFC                        | Cobán Imperial (1)                 | Comunicaciones (7)                 | |
| 68.º                               | 89.º                               | 42.º                               | Clausura 2020                      |                                    |                                    |                                    | Comunicaciones (15)                | Comunicaciones (7)                 | |
| 69.º                               | 90.º                               | 43.º                               | Apertura 2020                      | Guastatoya (3)                     | 2-1 1-1                            | Municipal                          | Municipal (18)                     | Comunicaciones (8)                 | |
| 69.º                               | 91.º                               | 44.º                               | Clausura 2021                      | Santa Lucía (1)                    | 4-0 2-5                            | Comunicaciones                     | Comunicaciones (16)                | Comunicaciones (8)                 | Primer equipo del departamento de Escuintla y primero en no ser equipo de cabecera departamental en ser campeón     |
| 70.º                               | 92.º                               | 45.º                               | Apertura 2021                      | Malacateco (1)                     | 2-0 0-0                            | Comunicaciones                     | Antigua GFC (3)                    | Comunicaciones (9)                 | Primer equipo del departamento de San Marcos y el segundo en no ser equipo de cabecera departamental en ser campeón |
| 70.º                               | 93.º                               | 46.º                               | Clausura 2022                      | Comunicaciones (31)                | 1-0 1-0                            | Municipal                          | Comunicaciones (17)                | Comunicaciones (9)                 | |
| 71.º                               | 94.º                               | 47.º                               | Apertura 2022                      | Cobán Imperial (2)                 | 1-0 0-0                            | Antigua GFC                        | Antigua GFC (4)                    | Comunicaciones (10)                | |
| 71.º                               | 95.º                               | 48.º                               | Clausura 2023                      | Xelajú MC (6)                      | 0-2 3-0                            | Antigua GFC                        | Comunicaciones (18)                | Comunicaciones (10)                | |
| 72.º                               | 96.º                               | 49.º                               | Apertura 2023                      | Comunicaciones (32)                | 1-1 1-0                            | Guastatoya                         | Achuapa (1)                        | Municipal (11)                     | |
| 72.º                               | 97.º                               | 50.º                               | Clausura 2024                      | Municipal (32)                     | 0-0 2-0                            | Mixco                              | Municipal (19)                     | Municipal (11)                     | |
| 73.º                               | 98.º                               | 51.º                               | Apertura 2024                      | Xelajú MC (7)                      | 0-2 3-0                            | Cobán Imperial                     | Xelajú MC (3)                      | Municipal (12)                     | Primera vez que se corona campeón en un Torneo Apertura                                                             |
| 73.º                               | 99.º                               | 52.º                               | Clausura 2025                      | Antigua GFC (5)                    | 0-0 2-1                            | Municipal                          | Municipal (20)                     | Municipal (12)                     | |

## Palmarés

### Era amateur (Liga Capitalina)
La era amateur no es contada como oficial dentro de la liga, la cual inicia desde 1942 en su etapa profesional.
| Equipo                       | Títulos | Subcampeón | Años campeón                       | Años subcampeón              |
| Universidad de San Carlos CF | 6       | 1          | 1924, 1926, 1928, 1929, 1930, 1931 | 1927                         |
| CF Tipografía Nacional       | 3       | 5          | 1938, 1939, 1940                   | 1929, 1933, 1934, 1937, 1941 |
| Hércules                     | 2       | 4          | 1920, 1927                         | 1919, 1925, 1926, 1939       |
| Allies                       | 2       | 3          | 1919, 1922                         | 1923, 1924, 1928             |
| Guatemala FC                 | 2       | -          | 1932, 1941                         |                              |
| Cibeles                      | 2       | -          | 1935, 1936                         |                              |
| Escuela Politécnica          | 2       | -          | 1933, 1934                         |                              |
| La Joya                      | 2       | -          | 1923, 1925                         |                              |
| Quetzal                      | 1       | 2          | 1937                               | 1935, 1936                   |
| Germania                     | -       | 3          |                                    | 1930, 1931, 1932             |
| Independiente                | -       | 1          |                                    | 1940                         |
| Alemán                       | -       | 1          |                                    | 1922                         |
| España                       | -       | 1          |                                    | 1920                         |
| Galcasa Independiente        | -       | 1          |                                    | 1918                         |
| Independiente Racing         | -       | 1          |                                    | 1931                         |
| Racing FC                    | -       | 1          |                                    | 1924                         |
| Germania FC                  | -       | 1          |                                    | 1918                         |

### Era profesional
| Club                           | Campeón | Subcampeón | División                      | Años campeón |
| ------------------------------ | ------- | ---------- | ----------------------------- | --- |
| C.S.D. Municipal               | 32      | 28         | Liga Nacional de Guatemala    | 1942-43, 1947, 1950-51, 1954-55, 1963-64, 1965-66, 1969-70, 1973, 1974, 1976, 1987, 1988-89, 1989-90, 1991-92, 1993-94, Clausura 2000, Apertura 2000, Reordenamiento 2001, Clausura 2002, Apertura 2003, Apertura 2004, Clausura 2005, Apertura 2005, Clausura 2006, Apertura 2006, Clausura 2008, Apertura 2009, Clausura 2010, Apertura 2011, Clausura 2017, Apertura 2019, Clausura 2024 |
| Comunicaciones F.C.            | 32      | 26         | Liga Nacional de Guatemala    | 1956, 1957-58, 1959-60, 1968-69, 1970-71, 1971, 1972, 1977-78, 1979-80, 1981, 1982, 1985, 1990-91, 1994-95, 1996-97, 1997-98, 1998-99, Apertura 1999, Clausura 2001, Apertura 2002, Clausura 2003, Apertura 2008, Apertura 2010, Clausura 2011, Apertura 2012, Clausura 2013, Apertura 2013, Clausura 2014, Apertura 2014, Clausura 2015, Clausura 2022, Apertura 2023                      |
| Aurora F.C.                    | 8       | 10         | Liga Nacional de Guatemala    | 1964, 1966, 1967-68, 1975, 1978, 1984, 1986, 1992-93 |
| C.S.D. Xelajú Mario Camposeco  | 7       | 5          | Liga Nacional de Guatemala    | 1961-62, 1980, 1995-96, Clausura 2007, Clausura 2012, Clausura 2023, Apertura 2024 |
| Antigua Guatemala F.C.         | 5       | 4          | Liga Nacional de Guatemala    | Apertura 2015, Apertura 2016, Apertura 2017, Clausura 2019, Clausura 2025 |
| C.D. Guastatoya                | 3       | 3          | Liga Nacional de Guatemala    | Clausura 2018, Apertura 2018, Apertura 2020 |
| C.S.D. Tipografía Nacional     | 3       | 1          | Tercera División de Guatemala | 1943, 1944-45, 1952-53 |
| C.S.D. Suchitepéquez           | 2       | 5          | Primera División de Guatemala | 1983, Clausura 2016 |
| C.D. Jalapa F.C.               | 2       | 0          | Desaparecido                  | Apertura 2007, Clausura 2009 |
| C.S.D. Cobán Imperial          | 2       | 5          | Liga Nacional de Guatemala    | Clausura 2004, Apertura 2022 |
| Deportivo Malacateco           | 1       | 1          | Liga Nacional de Guatemala    | Apertura 2021 |
| F.C. Santa Lucía Cotzumalguapa | 1       | 0          | Primera División de Guatemala | Clausura 2021 |
| C.D. Marquense                 |         | 2          | Liga Nacional de Guatemala    | |
| C.S.D. Juventud Retalteca      |         | 2          | Desaparecido                  | |
| C.D. Heredia                   |         | 2          | Segunda División de Guatemala | |
| Deportivo Escuintla            |         | 1          | Segunda División de Guatemala | |
| Mixco                          |         | 1          | Liga Nacional de Guatemala    | |
| Universidad de San Carlos C.F. |         | 1          | Segunda División de Guatemala | |
| España                         |         | 1          | Desaparecido                  | |
| C.S.D. Galcasa de Villa Nueva  |         | 1          | Desaparecido                  | |

### Torneos Cortos

#### Campeones en Fase Final
| Equipo         | Títulos | Subtítulos | Años campeón | Años subcampeón |
| Municipal      | 17      | 16         | CL 1999-00, AP 2000-01, AP 2001-02, CL 2001-02 AP 2003-04, AP 2004-05, CL 2004-05, AP 2005-06 CL 2005-06, AP 2006-07, CL 2007-08, AP 2009-10 CL 2009-10, AP 2011-12, CL 2016-17, AP 2019-20, CL 2023-24 | AP 1999-00, AP 2002-03, CL 2002-03, CL 2007-08 AP 2008-09, CL 2009-10, AP 2010-11, CL 2010-11 AP 2012-13, CL 2012-13, AP 2014-15, AP 2016-17 AP 2017-18, AP 2020-21, CL 2021-22, CL 2024-25 |
| Comunicaciones | 15      | 13         | AP 1999-00, CL 2000-01, AP 2002-03, CL 2002-03 AP 2008-09, AP 2010-11, CL 2010-11, AP 2012-13 CL 2012-13, AP 2013-14, CL 2013-14, AP 2014-15 CL 2014-15, CL 2021-22, AP 2023-24                         | CL 1999-00, AP 2000-01, CL 2001-02, AP 2003-04 AP 2004-05, AP 2005-06, AP 2006-07, CL 2007-08 AP 2009-10, AP 2011-12, CL 2015-16, AP 2018-19 CL 2020-21                                     |
| Antigua GFC    | 5       | 4          | AP 2015-16, AP 2016-17, AP 2017-18, CL 2018-19, CL 2024-25 | CL 2000-01, AP 2019-20, AP 2021-22, CL 2022-23 |
| Xelajú MC      | 4       | 2          | CL 2006-07, CL 2011-12, CL 2022-23, AP 2024-25 | CL 2009-10, CL 2017-18 |
| Guastatoya     | 3       | 3          | CL 2017-18, AP 2018-19, AP 2020-21 | CL 2015-16, CL 2016-17. AP 2023-24 |
| Jalapa         | 2       | -          | AP 2006-07, CL 2008-09 | - |
| Cobán Imperial | 2       | 2          | CL 2003-04, AP 2022-23 | AP 2001-02, CL 2002-03 |
| Suchitepéquez  | 1       | 2          | CL 2015-16 | CL 2004-05, AP 2007-08 |
| Malacateco     | 1       | 1          | AP 2021-22 | CL 2018-19 |
| Santa Lucía    | 1       | -          | CL 2020-21 | - |
| Heredia        | -       | 2          | | CL 2012-13, AP 2013-14 |
| Marquense      | -       | 2          | | CL 2005-06, CL 2006-07 |

#### Campeones de Clasificación
| Equipo         | Títulos totales | Títulos Apertura (Agosto-Noviembre)                             | Títulos Clausura (Enero-Mayo)                                               |
| Municipal      | 20              | (10) 1999, 2001, 2002, 2004, 2005, 2007, 2008, 2010, 2016, 2020 | (10) 2002, 2004, 2005, 2006, 2007, 2009, 2011, 2017, 2024, 2025             |
| Comunicaciones | 18              | (6) 2000, 2003, 2006, 2012, 2013, 2014                          | (12) 2000, 2001, 2003, 2008, 2010, 2012, 2013, 2015, 2020, 2021, 2022, 2023 |
| Antigua GFC    | 4               | (3) 2017, 2021, 2022                                            | (1) 2019                                                                    |
| Xelajú MC      | 3               | (3) 2009, 2015, 2024                                            |                                                                             |
| Suchitepéquez  | 2               | (1) 2011                                                        | (1) 2016                                                                    |
| Sanarate       | 1               |                                                                 | (1) 2018                                                                    |
| Heredia        | 1               |                                                                 | (1) 2014                                                                    |
| Guastatoya     | 1               | (1) 2018                                                        |                                                                             |
| Cobán Imperial | 1               | (1) 2019                                                        |                                                                             |
| Achuapa        | 1               | (1) 2023                                                        |                                                                             |

#### Campeones de Tabla Acumulada
| Equipo         | Títulos | Temporadas                                                                                                 |
| Municipal      | 12      | 1999-00, 2001-02, 2003-04, 2004-05, 2005-06, 2006-07, 2007-08, 2008-09, 2010-11, 2016-17, 2023-24, 2024-25 |
| Comunicaciones | 10      | 2000-01, 2002-03, 2011-12, 2012-13, 2013-14, 2014-15, 2019-20, 2020-21, 2021-22, 2022-23                   |
| Guastatoya     | 1       | 2018-19 |
| Antigua GFC    | 1       | 2017-18 |
| Suchitepéquez  | 1       | 2015-16 |
| Xelajú MC      | 1       | 2009-10 |

#### Honores totales (solo en torneos cortos)
|                | Por puntos       | Por puntos       | Por puntos       | Por puntos           | Por puntos | Por eliminación directa | Por eliminación directa | Por eliminación directa | Por eliminación directa | Por eliminación directa | Total |
| Equipo         | Lideratos Cortos | Lideratos Cortos | Lideratos Cortos | Lideratos acumulados | Total      | Finales Ganadas         | Finales Ganadas         | Finales Ganadas         | Guatemala 1             | Total                   | Total |
| Equipo         | TA               | TC               | Total            | Lideratos acumulados | Total      | TA                      | TC                      | Total                   | Guatemala 1             | Total                   | Total |
| -------------- | ---------------- | ---------------- | ---------------- | -------------------- | ---------- | ----------------------- | ----------------------- | ----------------------- | ----------------------- | ----------------------- | ----- |
| Municipal      | 10               | 10               | 20               | 12                   | 32         | 9                       | 8                       | 17                      | 11                      | 28                      | 60    |
| Comunicaciones | 6                | 12               | 18               | 10                   | 28         | 8                       | 7                       | 15                      | 8                       | 23                      | 51    |
| Antigua GFC    | 3                | 1                | 4                | 1                    | 5          | 3                       | 2                       | 5                       | -                       | 5                       | 10    |
| Xelajú MC      | 3                | -                | 3                | 1                    | 4          | 1                       | 3                       | 4                       | 1                       | 5                       | 9     |
| Guastatoya     | 1                | -                | 1                | 1                    | 2          | 2                       | 1                       | 3                       | 3                       | 6                       | 8     |
| Suchitepéquez  | 1                | 1                | 2                | 1                    | 3          | -                       | 1                       | 1                       | 1                       | 2                       | 5     |
| Jalapa         | -                | -                | -                | -                    | -          | 1                       | 1                       | 2                       | 1                       | 3                       | 3     |
| Cobán Imperial | 1                | -                | 1                | -                    | 1          | 1                       | 1                       | 2                       | -                       | 2                       | 3     |
| Malacateco     | -                | -                | -                | -                    | -          | 1                       | .                       | 1                       | -                       | 1                       | 1     |
| Santa Lucía    | -                | -                | -                | -                    | -          | -                       | 1                       | 1                       | -                       | 1                       | 1     |
| Achuapa        | 1                | -                | 1                | -                    | 1          | -                       | -                       | -                       | -                       | -                       | 1     |
| Heredia        | -                | 1                | 1                | -                    | 1          | -                       | -                       | -                       | -                       | -                       | 1     |
| Sanarate       | -                | 1                | 1                | -                    | 1          | -                       | -                       | -                       | -                       | -                       | 1     |

## Títulos por Departamento (era profesional)
| Departamento   | Títulos |
| -------------- | ------- |
| Guatemala      | 75      |
| Quetzaltenango | 7       |
| Sacatepéquez   | 5       |
| El Progreso    | 3       |
| Jalapa         | 2       |
| Suchitepéquez  | 2       |
| Alta Verapaz   | 2       |
| Escuintla      | 1       |
| San Marcos     | 1       |

## Tabla histórica
En este extracto, se muestran los 20 equipos con el mejor historial en el torneo de liga.
Los actuales participantes de Liga  Nacional (temporada 2024-25) se muestran en negrita.
Los equipos sin resaltar poseen la división en la que se encuentran ([1] Primera, [2] Segunda, [3] Tercera) o una cruz si son equipos desaparecidos.
|  | Pos. | Equipo                  | PJ   | PG   | PE  | PP  | GF   | GC   | DG    | PTS  |
|  | ---- | ----------------------- | ---- | ---- | --- | --- | ---- | ---- | ----- | ---- |
|  | 1.º  | Comunicaciones          | 2314 | 1209 | 642 | 464 | 3951 | 2146 | +1801 | 4269 |
|  | 2.º  | Municipal               | 2352 | 1172 | 639 | 544 | 4071 | 2404 | +1667 | 4152 |
|  | 3.º  | Xelajú MC               | 1983 | 725  | 567 | 691 | 2552 | 2563 | -11   | 2742 |
|  | 4.º  | Aurora                  | 1525 | 666  | 461 | 393 | 2353 | 1749 | +604  | 2459 |
|  | 5.º  | Suchitepéquez [1]       | 1731 | 587  | 481 | 663 | 2191 | 2341 | -150  | 2242 |
|  | 6.º  | Cobán Imperial          | 1110 | 403  | 334 | 373 | 1453 | 1423 | +30   | 1543 |
|  | 7.º  | Universidad SC [2]      | 1113 | 381  | 275 | 457 | 1645 | 1753 | -108  | 1418 |
|  | 8.º  | Tipografía Nacional [3] | 1048 | 357  | 274 | 417 | 1555 | 1655 | -100  | 1345 |
|  | 9.º  | Marquense               | 899  | 315  | 234 | 350 | 1135 | 1272 | -137  | 1179 |
|  | 10.º | Juventud Retalteca†     | 860  | 275  | 250 | 335 | 1063 | 1171 | -108  | 1075 |
|  | 11.º | Antigua Guatemala       | 817  | 280  | 202 | 335 | 1022 | 1174 | -153  | 1042 |
|  | 12.º | Zacapa                  | 736  | 197  | 217 | 322 | 894  | 1189 | -295  | 808  |
|  | 13.º | Galcasa†                | 545  | 188  | 165 | 192 | 701  | 701  | 0     | 729  |
|  | 14.º | Jalapa†                 | 581  | 174  | 169 | 238 | 647  | 797  | -150  | 691  |
|  | 15.º | Escuintla†              | 667  | 162  | 191 | 314 | 823  | 1192 | -369  | 677  |
|  | 16.º | Izabal JC [2]           | 556  | 152  | 184 | 220 | 646  | 770  | -124  | 640  |
|  | 17.º | Guastatoya              | 497  | 165  | 132 | 200 | 563  | 634  | -71   | 627  |
|  | 18.º | Heredia [2]             | 438  | 165  | 101 | 172 | 645  | 816  | -171  | 596  |
|  | 19.º | Petapa†                 | 488  | 145  | 125 | 218 | 564  | 729  | -165  | 560  |
|  | 20.º | Amatitlán [2]           | 450  | 124  | 136 | 190 | 496  | 649  | -153  | 508  |

## Goleadores históricos

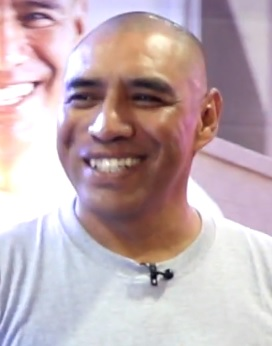
Juan Carlos Plata, máximo goleador de torneo.

Actualizado hasta el final del Torneo Clausura 2024.
| N.º | Jugador               | País                  | Goles |
| --- | --------------------- | --------------------- | ----- |
| 1   | Juan Carlos Plata     | Bandera de Guatemala  | 302   |
| 2   | Oscar Sánchez         | Bandera de Guatemala  | 258   |
| 3   | Julio César Anderson  | Bandera de Guatemala  | 220   |
| 4   | Carlos Kamiani        | Bandera de México     | 215   |
| 5   | Edwin Westphal        | Bandera de Guatemala  | 188   |
| 6   | Israel Silva          | Bandera de Brasil     | 185   |
| 7   | René Morales          | Bandera de Guatemala  | 170   |
| 8   | Mario Acevedo         | Bandera de Guatemala  | 170   |
| 9   | Agustín Herrera       | Bandera de México     | 165   |
| 10  | Selvin Pennant        | Bandera de Guatemala  | 156   |
| 11  | León Ugarte           | Bandera de Argentina  | 156   |
| 12  | Edgar Araiza          | Bandera de Guatemala  | 152   |
| 13  | Fredy García          | Bandera de Guatemala  | 149   |
| 14  | Hugo Peña             | Bandera de Guatemala  | 143   |
| 15  | Rolando Fonseca       | Bandera de Costa Rica | 135   |
| 16  | Rudy Ramírez          | Bandera de Guatemala  | 130   |
| 17  | Carlos Toledo         | Bandera de Guatemala  | 129   |
| 18  | Johnny Cubero         | Bandera de Costa Rica | 124   |
| 19  | Julio Rodas           | Bandera de Guatemala  | 123   |
| 20  | José Emilio Mitrovich | Bandera de Argentina  | 121   |

## Información adicional

### Equipos
- Club Social y Deportivo Xelajú Mario Camposeco fue el primer equipo departamental en coronarse campeón en la historia del fútbol profesional (1962).
- Club Deportivo Jalapa Fútbol Club fue el único equipo que logró vencer en todas las finales que disputó (2).
- Club Deportivo Guastatoya fue el primer equipo departamental en defender un campeonato de liga (2).
- FC Santa Lucía Cotzumalguapa es el primer equipo del departamento de Escuintla y primero en no ser equipo de cabecera departamental en ser campeón.
- Deportivo Malacateco es el primer equipo del departamento de San Marcos y el segundo en no ser equipo de cabecera departamental en ser campeón.
- Antigua Guatemala Fútbol Club primer equipo departamental en jugar la final de un torneo corto.
- Club Deportivo Cobán Imperial primer equipo departamental en ganar la final de un torneo corto.
- Comunicaciones Fútbol Club es el único equipo en ganar 6 campeonatos de manera consecutiva (Ap. 2012- Cl. 2015).
- Club Social y Deportivo Municipal el primer equipo en ganar 5 veces consecutivas el campeonato.
- Comunicaciones Fútbol Club es el primer equipo en ganar 4 veces consecutivas el campeonato (1996-2000).
- Comunicaciones Fútbol Club es el primer equipo en ganar 3 veces consecutivas el campeonato (1956-1960).

### Jugadores
- Juan Carlos Plata es el jugador con más temporada jugadas en la Liga Guatemala un total de 23 temporada todo con el Club Social y Deportivo Municipal (1988 - 2011)
- Juan Carlos Plata es el jugador que más veces ha ganado la Liga de Guatemala para un total de 17 ligas.
- Juan Carlos Plata es el actual goleador histórico de la Liga Nacional, con 296 goles.
- Oscar Sánchez ostenta el récord de máximo goleador en un torneo largo, con una cantidad de 41 goles, en la temporada de 1977-78.
- César Aníbal Trujillo, Walter Horacio González, Sergio Morales, Wilber Caal son los jugadores que han ganado dos títulos, con equipos departamentales diferentes.
- Fernando Patterson con Xelajú Mario Camposeco y José Corena y Luis Martínez Castellanos con Club Deportivo Guastatoya ha ganado tres títulos, con un equipo departamental. José Pinto ganó cuatro títulos con Antigua GFC.
- Nelson Morales ha ganado tres títulos, con equipos departamentales diferentes; mismo caso que Erwin Morales.
- Carlos Humberto Toledo máximo goleador de un torneo largo con menor cantidad de goles (10) en la temporada de 1943.
- Rolando Fonseca es el máximo goleador en un torneo corto con mayor cantidad de goles (21) en el Torneo Clausura 2000.
- Edgar Arreaza, Adrián Apellaniz y Carlos González, son los máximos goleadores en un torneo corto con menor cantidad de goles (10).
- Carlos Fernando Figueroa único jugador en haber ganados dos pentacameonatos con Municipal y Comunicaciones respectivamente.

### Derechos de Transmisión

#### Albavisión
- Comunicaciones FC
- Club Social y Deportivo Municipal

#### TV Azteca Guate
- Deportivo Mixco
- Club Atlético Mictlan

#### Tigo
- Antigua Guatemala FC
- Club Deportivo Cobán Imperial
- Comunicaciones FC
- Club Social y Deportivo Municipal
- CSD Xelajú Mario Camposeco
- Aurora Fútbol Club

#### Claro Sports
- Club Deportivo Malacateco
- Club Deportivo Guastatoya
- Deportivo Achuapa
- Club Deportivo Marquense